# Битва при Мавропотамии
Битва при Мавропотамии (ср.-греч. Μάχη Μαυροποτάμου) состоялась в 844 году между армиями Аббасидского халифата и Византии. Тогда арабские войска под командованием Абу Саида Мухаммада ибн Юсуфа и при возможном участии эмира Мелитены Умара аль-Акта столкнулись с армией противника под командованием дромологофета Феоктиста в районе речушки Мавропотамии (северная Вифиния или Каппадокия). В развернувшемся сражении византийцы потерпели тяжёлое поражение, однако это не помешало им год спустя заключить достаточно выгодное перемирие с халифом аль-Васиком.

## Предыстория
В 842 году скончался последний император-иконоборец Феофил. Его преемником стал 4-летний сын Михаил, регентом над которым, по воле усопшего отца, стала мать Феодора. Март следующего года отметился для Византии окончанием периода иконоборчества и восстановлением иконопочитания указом Феодоры. Это привело к стабилизации обстановки внутри империи, что позволило византийцам перейти к завоевательной и экспансионистской политике как на суше, так и на море. Одной из причин возобновления масштабных боевых действий против арабов являлось и то, что сторонники иконопочитания хотели доказать то, что Бог на их стороне и что его помощь поможет им одержать новые победы над врагом. Фактически правивший государством военачальник-дромологофет Феоктист 18 марта 843 года выступил против эмирата Крит. Правителей последнего напугала численность греческого войска, однако они пошли на хитрость и распространили слух о готовящемся Феодорой провозглашении нового императора, что заставило Феоктиста вернуться домой. Без своего предводителя греки сдались арабской армии.

## Битва
Когда Феоктист ещё находился в Константинополе, с востока империи пришли вести о крупном наступлении арабов. Согласно русскому византинисту А. А. Васильеву и австрийским историкам М. Рестле и К. Бельке, армия последних перешла через границу с возможным привлечением сил эмира Мелитены Умара аль-Акта. Последний часто помогал арабам в их борьбе с греками за господство в Малой Азии. По словам историков, арабы дошли до Босфора, двигаясь через Каппадокию, Анатолик, Букеларии и Опсикий и разрушив по пути город Дорилей. Феоктист получил приказ немедленно выдвинуться против захватчиков. Он встретился с ними при реке Мавропотамия, которая располагалась или в Вифинии, или в Каппадокии, являясь притоком Сакарьи или Галиса соответственно. В пользу первого варианта выступали Васильев, Рестле и Бельке, а в пользу второго высказывался американец У. Тредголд. В ходе развернувшегося сражения греки потерпели тяжёлое поражение, а многие их солдаты были убиты или перешли на сторону противника. Последнее, согласно Васильеву, произошло из-за их ненависти к Феоктисту. Среди перешедших был Феофан Ферганский, который затем получил прощение и перешёл обратно к христианам. После поражения Феоктист вернулся в столицу.

## Последствия
Одним из последствий стала нейтрализация повышения боевого духа благодаря отходу от иконоборчества и успешных ранних кампаний. Хотя любое дальнейшее наступление арабов могло привести к катастрофе, в реальности негативные последствия ограничились лишь этим из-за того, что халиф аль-Васик Биллах столкнулся со внутренними трудностями в халифате, которые не дали ему возможности развить успех. Несмотря на эту победу, правитель арабов вступил в переговоры на равных и в 845 году подписал мирный договор, который надолго приостановил боевые действия в Малой Азии и привёл к обмену пленными.
С точки зрения внутриполитической обстановки поражение сыграло значительную роль в формировании баланса сил когда вернувшийся в столицу Феоктист обвинил дядю малолетнего императора и брата матери-регента в том, что именно он несёт ответственность за переход солдат к арабам. В конечном счёте это привело к тому, что последнего изгнали из страны.